# غبير زهير (جهاد)
غبير زهير (بالفارسية: گبیرزهیر) هي قرية تقع في إيران في قسم جهاد الريفي. يقدر عدد سكانها بـ 524 نسمة بحسب إحصاء 2016.